# (35848) 1999 JY61
1999 JY61 (asteroide 35848) é um asteroide da cintura principal. Possui uma excentricidade de 0.23984920 e uma inclinação de 13.14691º.
Este asteroide foi descoberto no dia 10 de maio de 1999 por LINEAR em Socorro.